# Loredana Nusciak
Loredana Nusciak (eigentlich Loredana Cappelletti; * 3. Mai 1942 in Rom; † 12. Juli 2006) war eine italienische Filmschauspielerin.

## Leben
Nusciak, die 1959 Miss Triest war, arbeitete zunächst als Model und bekam Aufträge bei der Fernsehwerbung. Seit Anfang der 1960er spielte sie in verschiedenen Historienfilmen, später in einigen Italowestern. Danach arbeitete sie bis 1986 dreizehn Jahre lang für Fotoromane, wobei sie in mindestens 264 mitwirkte; oft an der Seite ihres Ehemannes Gianni Medici.
Nusciak starb 2006 in ihrer Heimatstadt Triest an einer unheilbaren Krankheit.

## Filmografie (Auswahl)
- 1960: Ursus im Reich der Amazonen (La regina delle amazzoni)
- 1961: Das Leben ist schwer (Una vita difficile)
- 1962: Sieben Gladiatoren (I sette gladiatori)
- 1963: Siamo tutti pomicioni
- 1963: Die Zerstörung von Rom (Il crollo di Roma)
- 1964: Sette a Tebe
- 1965: Il morbidone
- 1965: Här kommer bärsärkarna
- 1965: Die Todesminen von Canyon City (¡Que viva Carrancho!)
- 1966: Django
- 1966: Django – Die Geier stehen Schlange (Sette dollari sul rosso)
- 1966: Rembrandt 7 antwortet nicht
- 1966: Das rote Phantom schlägt zu (Superargo contro Diabolikus); Regie: Nick Nostro
- 1967: 10.000 blutige Dollar (10.000 dollari per un massacro)
- 1967: Komm Gorilla, schlag zu! (Tiffany memorandum); Regie: Sergio Grieco
- 1968: Rache für Rache (Vendetta per vendetta)
- 1969: Django – Gott vergib seinem Colt (Dio perdoni la mia pistola)
- 1973: Tödlicher Hass (Tony Arzenta)
- 1975: Die Killermafia (La polizia accusa: il servizio segreto uccide)
- 1975: Zum Freiwild erklärt (Folle è tuer)
- 1980: Ich hasse Blondinen (Odio le bionde)